# Stanisław Suchodolski

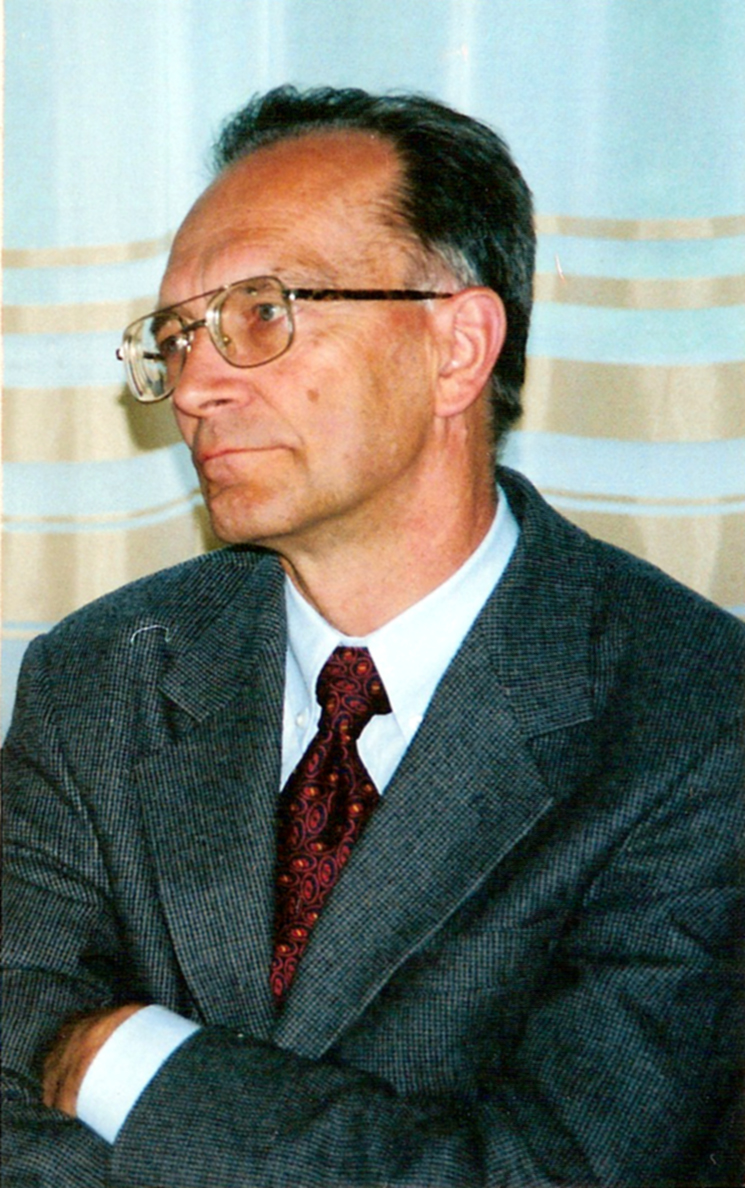
Stanisław Suchodolski

Stanisław Jerzy Suchodolski (* 4. Mai 1936 in Warschau) ist ein polnischer Numismatiker und Archäologe.

## Leben
Suchodolski schloss sein Studium der Archäologie und Geschichte an der Universität Warschau 1957 als Magister mit einer Studie über die Münztechnik im mittelalterlichen Polen ab. Es folgten 1961 Promotion, 1971 Habilitation und 1983 Ernennung zum Professor an der Universität Warschau. Beteiligt war er an Ausgrabungen in Polen (Ringwall Czersk) und Frankreich (Montaigut und Condiorcet). Er arbeitete im Institut für Archäologie und Ethnologie (ehemals Institut für die Geschichte der materiellen Kultur) der Akademie der Wissenschaften.
Er ist Autor zahlreicher wissenschaftlicher Beiträge zur mittelalterlichen Numismatik Polens und anderer europäischer Länder, besonders im Frühmittelalter. Ein Teil der Publikationen erschien in westeuropäischen Sprachen, besonders deutsch und französisch.
Durch Anwendung archäologisch-wissenschaftlicher Methoden korrigierte er die frühmittelalterliche Numismatik Polens und benachbarter Länder in einer Reihe von bedeutenden Fragen, auch wenn es den Abschied von klassischen Lehrmeinungen bedeutete. Über lange Jahre (1963–2006) war Suchodolski Herausgeber der von ihm 1957 mitbegründeten international renommierten Zeitschrift „Wiadomości Numizmatyczne“. Eine große Rolle spielte er bei der Koordinierung wissenschaftlicher Projekte in Polen. Zu diesem Zweck schuf er 1989 die Polnische Numismatische Kommission, die Wissenschaftler aus den verschiedenen Landesteilen zusammenfasst. Tätig war Suchodolski beim Institut für Archäologie der Polnischen Akademie der Wissenschaften. 10 Jahre war er Mitglied der Internationalen Numismatischen Kommission und zeitweise deren Vizepräsident. 1998 erhielt er für seine Verdienste in New York die Archer M. Huntington Medal der American Numismatic Society. Gemeinsam mit Peter Ilisch und seinem Schüler Mateusz Bogucki leitet er gegenwärtig das Polenprojekt der Numismatische Kommission der Länder in der Bundesrepublik Deutschland.
In der kommunistischen Ära stand Suchodolski der Gewerkschaft Solidarność nahe.

## Schriften
- Le poids des monnaies de Charlemagne émises après la réforme. Contribution à la métrologie numismatique. In: Dona Numismatica. Walter Hävernick zum 23. Januar 1965 dargebracht. Hamburg 1965, S. 43–50.
- Mennictwo polskie w XI i XII wieku. Breslau 1973
- Denar w kalecie: trzy pierwsze stulecia monety polskiej – la monnaie dans la Pologne du haut Moyen-Age – die polnische Münze im frühen Mittelalter. Breslau 1981, ISBN 83-04-00887-4
- Moneta i obrót pieniężny w Europie Zachodniej, Kultura Europy wczesnośredniowiecznej. H. 13. Breslau 1982
- Moneta możnowładcza i kościelna w Polsce wczesnośredniowiecznej. Breslau 1987.
- Hrsg. zusammen mit M. Bogucki u. P.Ilisch: Frühmittelalterliche Münzfunde aus Polen. Inventar IV. Warschau 2013, 494 S.